# Georgi Petrow (siatkarz)
Georgi Petrow, bułg. Георги Петров (ur. 18 sierpnia 1999 w Sliwenie) – bułgarski siatkarz, grający na pozycji przyjmującego, reprezentant kraju.
Swoją karierę seniorską rozpoczął w Neftochimiku Burgas, gdzie grał w latach 2017-2020. Pierwszym klubem zagranicznym został Chaumont VB 52. W drużynie z Chaumont grał w sezonie 2020/2021, w którym zdobył srebrny medal Mistrzostw Francji. 2021 w letnim okresie transferowym postanowił przenieść się do Włoch do zespołu Kioene Padwa. Miał swój udział w tegorocznej Lidze Narodów, gdzie wraz z reprezentacją Bułgarii zajęli 15. miejsce.

## Sukcesy klubowe
Superpuchar Bułgarii:
- 2017, 2018

Puchar Bułgarii:
- 2018

Liga bułgarska:
- 2018, 2019, 2020, 2023[5]

Liga francuska:
- 2021